# Gwenno Saunders
Gwenno Mererid Saunders, född 23 maj 1981 i Cardiff i Wales, är en brittisk  sångerska och keyboardspelare. Hon var medlem i det brittiska bandet The Pipettes mellan åren 2005 och 2010 och kallade sig då Gwenno Pipette. Hon blev medlem i gruppen efter att en av originalmedlemmarna, Julia, hoppat av. I gruppen är hon känd för sin solosång på hitlåten "Pull Shapes".
Under åren innan hon anslöt sig till The Pipettes släppte hon två EP-skivor som soloartist, Môr Hud (2002) och Vodya (2004). Hon sjöng då huvudsakligen på kymriska och korniska.

## Diskografi
Album med The Pipettes
- 2006 – We Are the Pipettes
- 2010 – Earth vs. The Pipettes

EP
- 2006 – Meet The Pipettes
- 2007 – Your Kisses Are Wasted On Me

Soloalbum
- 2014 – Y Dydd Olaf
- 2018 – Le Kov
- 2022 – Tresor
- 2025 – Utopia

Solo-EP
- 2002 – Môr Hud
- 2003 – Vodya
- 2007 – U & I
- 2012 – Ymbelydredd

Som bidragande artist
- 2011 – Don’t Say We Didn’t Warn You (med Does It Offend You, Yeah?)
- 2013 – Dub Cymraeg / Welsh Dub (med Llwybr Llaethog)